# Droga wojewódzka nr 499
Droga wojewódzka nr 499 (DW499) – droga wojewódzka leżąca na obszarze województwa kujawsko-pomorskiego o długości 8 km. Trasa ta łączy Ostaszewo oraz drogę krajową numer 91 z miejscowością Mirakowo oraz drogą wojewódzką numer 599. Droga leży na terenie  powiatu toruńskiego.

## Miejscowości leżące przy trasie DW499
- Ostaszewo (DK91)
- Sławkowo
- Mirakowo (DW599)